# برج أتش نشان
برج أتش‌ نشان (بالفارسية: برج آتش‌نشان) هو برج تاريخي يعود إلى عصر القاجاريون، ويقع في تبريز.